# 區志賢
區志賢，綽號「小白兔」，香港退役足球運動員，司職中鋒，出身於南華足球隊，其後加入香港警務處推廣交通安全，並為警察足球隊上陣，於1950至51年球季更成為香港甲組足球聯賽神射手，球員生涯後期曾效力乙組元朗體育會足球隊。他曾代表香港參加1954年馬尼拉亞運會和1958年東京亞運會。他亦代表香港出席1956年亞洲盃足球賽，並射入亞洲盃足球賽決賽週史上首個入球；港隊在該賽事贏得季軍。
區志賢於1973年從警隊退休，及後移居加拿大卑斯省，創立加華交通安全隊和推動反醉酒運動，於1988年獲聯邦檢察總長頒贈傑出義工獎，至1992年因肺癌逝世。

## 著作
- 《五十年代香港足球》